# Улица Алексея Свиридова
У́лица Алексе́я Свири́дова (до 1965 — Железнодорожная улица) — улица в Западном административном округе города Москвы на территории района Фили-Давыдково. Расположена между Кутузовским проспектом и улицей Клочкова. Нумерация домов начинается от Кутузовского проспекта.

## Происхождение названия
Названа 29 апреля 1965 года в честь А. А. Свиридова (1919—1943) — лётчика-бомбардировщика, Героя Советского Союза, который жил и работал в окрестностях этой улицы. Прежнее название части улицы — Железнодорожная улица (по другим данным — Железнодорожный проезд) было дано по близости к ветке Московской железной дороги.

## Здания и сооружения
По нечётной стороне:
- Дом 3, корпус 2 — Детский сад № 140
- Дом 13, корпус 1 — Детская музыкальная школа № 97

По чётной стороне:
- Дом 4 — справочная служба скорой помощи 03
- Дом 24 — Ж/д станция Кунцево

## Транспорт
- Железнодорожная станция Смоленского направления МЖД «Кунцево»
- По улице общественный транспорт не ходит. На Кутузовском проспекте расположена остановка «Улица Алексея Свиридова», откуда ходят автобусы до м. Славянский бульвар